# Ray Hopkins
Pour les articles homonymes, voir Hopkins.
Raymond Hopkins est né le 8 juillet 1946 à Maesteg (pays de Galles). C’est un ancien joueur de rugby à XV, qui a joué avec l'équipe du pays de Galles en 1970, évoluant au poste de demi de mêlée.

## Carrière
Il a disputé son premier match le 28 février 1970, contre l'Angleterre.
Raymond Hopkins a effectué une tournée avec les Lions britanniques en 1971 (dont un test match comme remplaçant entré en jeu en Nouvelle-Zélande).

## Palmarès
- Sélections en équipe nationale : 1
- Sélections par année : 1 en 1970
- Tournois des Cinq Nations disputés : 1970
- Vainqueur du Tournoi des Cinq Nations en 1970.